# Lego Star Wars III: The Clone Wars
Lego Star Wars III: The Clone Wars é um jogo eletrônico de ação-aventura da série Lego Star, desenvolvido pela Traveller's Tales e publicado pela LucasArts para os consoles PlayStation 3, PlayStation Portable, Xbox 360, Wii, Nintendo DS, Nintendo 3DS, Mac OS X e o sistema Microsoft Windows lançado em 22 de Março de 2011 na América do Norte. Com opção de jogabilidade no modo Free Play, após completar a campanha principal.

## Enredo
O Jogo narra as principais batalhas da Guerra Intergaláctica entre a República ( liderada pelos Jedi ) e o Separatismo ( Comandado pelos Sith ). As guerras clônicas, que ocorreram antes da queda da República e o levante do Império de Darth Vader.

### Personagens
- Anakin Skywalker
- Obi-Wan Kenobi
- Asajj Ventress
- Ahsoka Tano
- C3PO
- R2-D2
- Cad Bane
- Comandante Cody
- Mace Windu
- Capitão Rex
- Conde Dooku
- Sargento Fox
- General Grievous